# Danh sách tranh cãi, vụ việc liên quan đến Đài Truyền hình Việt Nam
Đây là một danh sách chưa hoàn tất, và có thể sẽ không bao giờ thỏa mãn yêu cầu hoàn tất. Bạn có thể đóng góp bằng cách mở rộng nó bằng các thông tin đáng tin cậy.
Đài Truyền hình Việt Nam (VTV) là đài truyền hình quốc gia trực thuộc Chính phủ Việt Nam. Trong lịch sử hoạt động của mình, VTV từng vướng phải không ít những sự việc, thậm chí gây tranh cãi đối với khán giả,cộng đồng trong nước. Dưới đây là danh sách sự cố gây tranh cãi nổi bật liên quan đến VTV.

## Liên quan đến biên tập viên
| STT | Biên tập viên    | Tranh cãi                                                                                 | Sự việc | Nguồn         |
| --- | ---------------- | ----------------------------------------------------------------------------------------- | --- | ------------- |
| 1   | Kiều Trinh       | Ăn cắp ở nước ngoài                                                                       | Kiều Trinh là con gái cựu Tổng Giám đốc Đài Truyền hình Việt Nam Vũ Văn Hiến, đồng thời là vợ cũ của đạo diễn Trần Lực. Trong thời gian học tập tại Kalmar, Thụy Điển, Kiều Trinh đã ăn cắp một số váy và hàng hóa trị giá 400 USD, cảnh sát Thụy Điển đã tiến hành bắt giữ thẩm vấn 6 giờ đồng hồ. Sau khi về Việt Nam, Kiều Trinh bị dừng lên sóng suốt một thời gian dài. Sau thời gian đó, Kiều Trinh được tiếp tục lên sóng truyền hình và hiện đang giữ chức Trưởng phòng Văn hóa – Thể thao – Du lịch của Ban Thời sự VTV1. | [ 1 ]         |
| 2   | Lê Bình          | Nói lời khiếm nhã trên sóng trực tiếp                                                     | Lê Bình không giữ được bình tĩnh và đã buột miệng nói tục do sự cố kỹ thuật liên tiếp của Bản tin Tài chính – Kinh doanh phát sóng trực tiếp sáng ngày 6 tháng 4 năm 2011 trên VTV1. | [ 2 ]         |
| 3   | Lê Thanh Huyền   | Xúc phạm dân tộc                                                                          | Thanh Huyền đã đăng tải quan điểm trên trang Facebook cá nhân, phê phán thanh niên Việt Nam "lười làm, ham chơi, học hành kém cỏi, kiến thức hạn hẹp", đồng thời bày tỏ thích diễn viên người Trung Quốc Triệu Vy dù thừa nhận diễn viên này ủng hộ đường chín đoạn. | [ 3 ]         |
| 4   | Phương Thảo      | Vạ miệng trên sóng                                                                        | Trong bản tin thế giới lúc 17 giờ ngày 2 tháng 5 năm 2015 trên VTV1, Phương Thảo đã gọi số người thiệt mạng trong trận động đất Nepal tháng 4 năm 2015 là "con số ấn tượng". | [ 4 ]         |
| 5   | Minh Tiệp        | Bạo hành trẻ vị thành niên                                                                | Minh Tiệp từng bị người em vợ tố cáo bạo hành trong 5 năm, kể từ khi em này học lớp 6 đến hết lớp 10. | [ 5 ]         |
| 6   | Ngọc Trinh       | Cố ý gây thương tích                                                                      | Công an quận Hai Bà Trưng thuộc thành phố Hà Nội thụ lý vụ án "Cố ý gây thương tích" liên quan đến biên tập viên Ngọc Trinh. Trước đó, biên tập viên này đã bị tạm đình chỉ tác nghiệp từ ngày 8 đến ngày 28 tháng 7 năm 2020. | [ 6 ]         |
| 7   | Anh Quang        | Xúc phạm người gánh hàng rong                                                             | Trong bản tin Tài chính kinh doanh trực tiếp sáng ngày 17 tháng 8 năm 2020 trên VTV1, BTV Anh Quang đã nói: "...những gánh hàng rong, vốn được xem là sống ký sinh trùng trên những con phố này..." khiến khán giả hiểu sai nội dung muốn truyền tải trong khi toàn bộ phóng sự là góc nhìn chia sẻ và cảm thông với những gánh hàng rong đang phải vật lộn mưu sinh thời COVID-19. Trong bản tin trên hai ngày sau đó, người dẫn bản tin đã gửi lời xin lỗi đến khán giả về lỗi tác nghiệp nghiêm trọng này. | [ 7 ]         |
| 8   | Sơn Lâm          | So sánh gây tranh cãi                                                                     | Trong mục điểm tuần của Chuyển động 24h ngày 31 tháng 7 năm 2021 trên VTV1, MC Sơn Lâm đã khiến dân mạng tranh cãi dữ dội khi so sánh não của người dân vi phạm giãn cách phòng chống dịch COVID-19 với não bò sát, não thú vật. Thực tế, một số khán giả đã nhanh chóng nhận ra hình ảnh cấu tạo não người đã sử dụng trong chương trình chính là hình ảnh của thuyết ba não, vốn dĩ đã không còn được khoa học công nhận từ những năm 1980. | [ 8 ] [ 9 ]   |
| 9   | Trịnh Lê Anh     | Mỉa mai sinh viên nghỉ học vì chuyện gia đình                                             | Ngoài làm MC cho VTV, Lê Anh còn là giảng viên, phó chủ nhiệm khoa Du lịch học, Đại học Khoa học Xã hội & Nhân văn – Đại học Quốc gia Hà Nội. Sự việc xảy ra khi một sinh viên của Lê Anh có người thân trong gia đình qua đời nên đã gửi email cho anh để xin phép vắng mặt trong buổi học trực tuyến vào sáng 13 tháng 9 năm 2021. Tuy nhiên, Lê Anh lại chụp đoạn email của sinh viên này (bao gồm cả họ tên và địa chỉ email) để đăng lên mạng xã hội kèm theo những lời lẽ mang tính mỉa mai như "nghỉ học có làm em đỡ buồn hơn không?". | [ 10 ]        |
| 10  | Sơn Lâm          | Hành động tấn công nạn nhân gây tranh cãi                                                 | Trong bản tin Chuyển động 24h ngày 14 tháng 8 năm 2022 trên VTV1, MC Sơn Lâm đề cập đến một "lực lượng mới" trên mạng xã hội là những "chiến thần review". Để tái hiện lại cách những TikToker hay YouTuber đánh giá một sản phẩm, địa điểm nào đó, anh đã mở đầu bằng việc diễn lại hình ảnh cô gái mặc chiếc áo thiếu vải bị quay lén với câu nói: "Tìm tôi à? Looking for me? Xin chào các bạn, hôm nay tôi xin phép review về kênh sàn ABC này..." Sự việc xảy ra trong bối cảnh câu chuyện cô gái mặc áo hở lưng đang là một vấn đề gây xôn xao dư luận nên hành động của nam BTV đã thu về những ý kiến trái chiều. Nhiều người không đồng tình với việc nhái lại hình ảnh của cô gái bị quay lén và đưa lên bản tin được đông đảo mọi người theo dõi, cho rằng đây là một hành động tấn công nạn nhân. | [ 11 ]        |
| 11  | Nguyễn Quỳnh Hoa | Bài đăng trên mạng xã hội gây tranh cãi khi người dân miền Trung đang chống chọi với bão. | Rạng sáng ngày 28 tháng 9 năm 2022, sau khi hoàn thành bản tin trực tiếp về cơn bão Noru (bão số 4 năm 2022) đổ bộ vào miền Trung, BTV Quỳnh Hoa đã đăng dòng trạng thái trên trang Facebook cá nhân, kèm hình ảnh cô cùng nhiều đồng nghiệp đang làm việc, đưa tin về tình hình bão. Tuy nhiên, câu cuối cùng trong dòng trạng thái: "Lâu lắm mới được đón một cơn bão ra hồn bão" đã khiến cho nữ BTV nhận phải nhiều ý kiến chỉ trích gay gắt trong khi cả nước đang hướng về người dân miền Trung. Ngay sau đó, nữ BTV đã xóa bài viết gây tranh cãi đó và gửi lời xin lỗi đến khán giả và người dân miền Trung. | [ 12 ] [ 13 ] |

## Liên quan đến bản quyền
VTV từng bị nhiều người tố cáo là vi phạm bản quyền hình ảnh, âm nhạc trong các chương trình phát sóng của đài.
- Ngày 6 tháng 4 năm 2015, VTV bị phạt 50 triệu đồng vì đã phát sóng chương trình liên kết Tìm kiếm tài năng châu Á (Asia's Got Talent) trong các ngày 22 và 23 tháng 3 năm 2015 trên kênh VTV6 khi chưa được cơ quan Nhà nước có thẩm quyền cho phép.[16]
- Ngày 10 tháng 5 năm 2015, VTV đã phát một đoạn chương trình ca nhạc Paris By Night số 110 của Trung tâm Thúy Nga khi giới thiệu về ca sĩ Thu Phương trong chương trình Giọng hát Việt, mặc dù chương trình này chưa được cấp phép phát sóng hay biểu diễn tại Việt Nam[17].
- Chương trình Quà tặng cuộc sống phát sóng ngày 25 tháng 6 năm 2015 trên VTV3 bị tố xâm phạm bản quyền.[18]
- Bùi Minh Tuấn (chủ nhân kênh YouTube Yamaha Trung Tá) cho biết nhiều lần xem các chương trình trong năm 2015 của VTV, anh Tuấn phát hiện nhiều hình ảnh của mình bị VTV sử dụng mà không xin phép anh (tổng cộng 20 lần) nên đã tố cáo việc làm của VTV với YouTube,[19] dẫn tới việc kênh YouTube chính thức của VTV bị khóa.[20][21] Ngày 1 tháng 3 năm 2016, VTV đã lên tiếng thừa nhận việc vi phạm bản quyền sau khi kênh YouTube chính thức của đài đã bị khóa từ ngày 29 tháng 2.[22]
- Phim Quỳnh búp bê tập 19 (phát sóng ngày 22 tháng 10 năm 2018 trên VTV3) đã sử dụng cả phần nhạc và lời ca khúc Nhật ký của mẹ của nhạc sĩ Nguyễn Văn Chung mà chưa xin phép và thực hiện quyền tác giả.[23]
- Trận đấu trong khuôn khổ môn bóng đá nam ASIAD 18 giữa U-23 Việt Nam và U-23 Bahrain được tường thuật trực tiếp trên kênh VTC3 ngày 23 tháng 8 năm 2018 và được kênh VTV6 tiếp sóng phần bình luận trước trận đấu. Tuy nhiên, khi trận đấu chưa bắt đầu thì kênh VTV6 đã bị cắt sóng đột ngột và chuyển sang chương trình của VTV. Nguyên nhân được cho là do VTV đã vi phạm quyền tiếp phát sóng của VTC.[24]

Không chỉ bị nhiều lần tố cáo vi phạm bản quyền, VTV cũng từng là nạn nhân của nạn vi phạm bản quyền. Có thể kể đến một số vụ việc sau:
- Năm 2006, VTV bị vi phạm bản quyền đêm chung kết Hoa hậu Thế giới. Cụ thể, trong khi VTV đã sở hữu bản quyền cuộc thi và dự kiến phát sóng vào tối ngày 1 tháng 10 thì Đài Truyền hình Kỹ thuật số VTC đã tự ý thu, phát sóng chương trình này trên kênh VTC1 vào trưa cùng ngày[25]. Với sự cố nói trên, VTV đã cảnh cáo và kiện Đài Truyền hình Kỹ thuật số VTC, và VTC cũng đã phải xin lỗi VTV về sự cố này.
- Đến năm 2008, VTV tiếp tục mất quyền tường thuật trực tiếp chung kết cuộc thi Hoa hậu Thế giới vào ngày 13 tháng 12 sau khi một số trang mạng tại Việt Nam đã tự ý thu lại tín hiệu các phần thi phụ như Hoa hậu Bãi biển, Hoa hậu Tài năng,... của cuộc thi từ VTV3 để phát trực tuyến trên trang web của mình.[26]
- Nhãn hiệu và logo VTV đã bị lợi dụng mạo danh để làm tên của nhiều công ty, tổ chức không thuộc VTV. Trong đó có thể kể đến: xe ô tô dân sự tự ý dán nhãn VTV để giả làm xe truyền hình lưu động, công ty tự ý sử dụng nhãn hiệu VTV thành tên đơn vị; thậm chí, một số hiệu cầm đồ tại TP.HCM còn đưa luôn nhãn VTV lên biển hiệu kinh doanh như "Cầm đồ VTV1"; "Cầm đồ VTV3"...[27][28]

## Đưa tin sai lệch

### Sự cố "cô Lượm"
Xuất phát từ một bài thi viết trong cuộc thi "Mối tình đầu của tôi" do một tờ báo mạng tổ chức năm 2010, chương trình Người xây tổ ấm lên sóng VTV1 ngày 25 tháng 1 năm 2011 với câu chuyện xúc động và đầy bất hạnh của "cô Lượm", một cô bé mồ côi với tuổi thơ rong ruổi, khó khăn, lớn lên lại lận đận trong đường tình duyên. Thế nhưng, đầu tháng 3 năm đó, người dân địa phương và báo chí đã phát hiện ra danh tính thật sự của "cô Lượm" là Trần Thị Thùy Dương. Cuộc đời thật của "cô Lượm" không giống như những gì đã kể trong chương trình. Khi "màn diễn" bị lộ, Thùy Dương đã thú nhận toàn bộ việc làm của mình. Cuộc đời "cô Lượm" trong bài dự thi là của một phụ nữ mà Dương gặp trong bệnh viện.
Tối 29 tháng 3, VTV đã có lời xin lỗi chính thức tới khán giả truyền hình về sự cố này. VTV cũng đã bị Bộ Thông tin và Truyền thông phạt 18 triệu đồng vì đã "thông tin sai sự thật, gây ảnh hưởng nghiêm trọng".

### Thông tin sai về tuổi của Công Phượng
VTV đã đưa tin sai sự thật về tuổi của cầu thủ Nguyễn Công Phượng trong 2 chương trình Chuyển động 24h. Lần đầu vào ngày 8 tháng 11 năm 2014, chương trình đưa tin: "Năm sinh 1995 của Công Phượng bắt đầu xuất hiện từ năm 2006". Sau đó 8 ngày, VTV lại đưa tin: "Đến thời điểm này, tất cả các giấy tờ khác như chúng tôi đã chứng minh, là vô hiệu". Do đó, ngày 30 tháng 12 năm 2014, VTV bị Thanh tra Bộ Thông tin và Truyền thông phạt 15 triệu đồng.

### Sai sót trong chương trìnhĐiều ước thứ 7
Chương trình Điều ước thứ 7 ngày 10 tháng 1 năm 2015 lên sóng VTV3 với nội dung về chuyện tình và điều ước của cô gái khiếm thị nghèo khó Nguyễn Như Đào (quê Anh Sơn, Nghệ An) và chàng trai Nguyễn Nhật Thanh (quê Quảng Xương, Thanh Hóa), là con trai duy nhất trong gia đình, tốt nghiệp khoa thanh nhạc, Học viện Âm nhạc Quốc gia. Tuy nhiên, sau khi chương trình lên sóng, người dân địa phương và báo chí đã phát hiện nhiều điểm không chính xác về nhân vật. Ngay sau đó, VTV đã lập tức cho tiến hành xác minh thông tin và thấy rằng hoàn cảnh gia đình cũng như câu chuyện của hai nhân vật đề cập trong chương trình không đúng như thực tế. Do đó VTV bị phạt 40 triệu đồng vì đưa tin sai sự thật.

### Dàn dựng phóng sự "quét rau" sai sự thật
Chương trình Café sáng với VTV3 phát trên kênh VTV3 ngày 3 tháng 5 năm 2016 có đăng tải một phóng sự do phóng viên Phạm Thị Phương thực hiện (theo VTV, đây là phóng viên tập sự) quay cảnh người nông dân dùng chổi để quét ruộng rau cùng với lời bình: "Rau mà non người ta không dám ăn. Nên bây giờ phải quét để giả sâu ăn. Quét xong khoảng 2 đến 3 hôm sau mới thu hoạch cho giống sâu ăn thật" Sau đó trong phóng sự, một người nông dân khác nói rằng: "Mình dùng chổi quét xuống, nhìn cũng giống như rau rách. Quét thế chẳng qua để lừa người tiêu dùng...". Tuy nhiên, theo báo cáo của UBND xã Vĩnh Thành, huyện Vĩnh Lộc, Thanh Hoá thì vào ngày 30 tháng 4 năm 2016 có 3 phóng viên tự giới thiệu là người của VTV3 về làng Cao Mật (xã Vĩnh Thành) để tác nghiệp trên cánh đồng trồng rau của nông dân địa phương. Trên ô tô của họ còn có các dụng cụ để dàn dựng đoạn phóng sự, rồi họ còn nhờ người dân đóng vai. Sau khi phát sóng, người dân xã Vĩnh Thành đã phản ứng kịch liệt. Ngày 10 tháng 5 năm đó, tại hội nghị tiếp xúc cử tri trước bầu cử HĐND địa phương ở xã Vĩnh Thành, ba phóng viên trên đã về xã Vĩnh Thành để xin lỗi người dân địa phương. Người dân làng đã không chấp nhận lời xin lỗi của các phóng viên và cương quyết yêu cầu họ phải làm một phóng sự khác để đính chính thông tin sai sự thật. Theo người dân làng thì sau khi xuất hiện clip dàn dựng này, việc tiêu thụ rau an toàn của nông dân xã Vĩnh Thành gặp nhiều khó khăn. VTV sau đó đã bị Bộ Thông tin – Truyền thông xử phạt 50 triệu đồng vì "vi phạm hành chính trong hoạt động báo chí khi đăng phát thông tin sai sự thật gây ảnh hưởng rất nghiêm trọng" và buộc phải cải chính xin lỗi.

### Khác
- Trong chương trình Chuyển động 24h trưa ngày 2 tháng 5 năm 2015, VTV đã sử dụng hình ảnh về vụ giải cứu em bé khỏi đống đổ nát trong vụ đánh bom ở Syria xảy ra vào tháng 1 năm 2014 để minh họa cho tin "Em bé được giải cứu dưới lớp đất đá ở Nepal". Tuy nhiên, VTV đã kịp thời phát hiện sai sót và báo cáo cơ quan có thẩm quyền nên chỉ bị phạt 10 triệu đồng vì thông tin sai sự thật.[39]
- VTV cũng bị chỉ trích vì BTV Liên Liên bị cho là đã đưa tin sai lệch khi cho rằng, các nhóm thiện nguyện sử dụng thuyền gây cản trở công tác cứu hộ của chính quyền và có thể làm sập nhà dân. Sự việc này đã khiến cho một bộ phận cộng đồng mạng phản ứng kịch liệt.[40]
- Đầu năm 2025, trên nền tảng truyền hình FPT Play, TV360 và MyTV, các kênh VTV2, VTV3 của VTV không còn trong danh sách. Lý do được 3 nền tảng trên đưa ra là chưa đạt được thỏa thuận với VTV. Đến ngày 19/1, sau thời gian tích cực đàm phán, VTV và các đơn vị truyền hình trả tiền đã đạt được thoả thuận bước đầu về phí bản quyền cho nhóm kênh VTV.[41] Tuy nhiên, đến tháng 4, đa số kênh thuộc VTV (trừ VTV1) trên các nền tảng OTT trở thành chương trình trả tiền.[42]
- Trong bản tin thời sự 19h ngày 24/7/2025, VTV đã đọc nhầm thông tin về cuộc đụng độ vũ trang trên biên giới giữa Campuchia và Thái Lan thành Việt Nam và Thái Lan.[43] Sau đó VTV đăng lại nội dung chính xác như sau: "Đụng độ vũ trang trên biên giới giữa Campuchia và Thái Lan, cả hai nước đều cho biết đã có nhiều người thiệt mạng. Việt Nam bày tỏ lo ngại về những diễn biến căng thẳng hiện nay giữa hai nước." Thủ tướng chính phủ sau đó ra chỉ thị yêu cầu Tổng giám đốc Đài Truyền hình Việt Nam chỉ đạo kiểm điểm, làm rõ trách nhiệm của tổ chức, cá nhân liên quan đến sai sót nghiêm trọng ở bản tin.[44]

## Liên quan đến chính trị
- Năm 2008, VTV gây tranh cãi với bộ phim tài liệu Linh hồn Việt Cộng.[45]
- Chương trình Thời sự 19h ngày 14 tháng 10 năm 2011 đã sử dụng cờ Trung Quốc 6 sao khi đưa tin về chuyến thăm Trung Quốc của Tổng bí thư Nguyễn Phú Trọng.[3][46]
- Năm 2013, VTV phát sóng lời bài hát Người yêu của lính mang tính chất ca ngợi lính chế độ Việt Nam Cộng hòa (thuộc danh mục các bài hát bị cấm lưu hành) trong chương trình Chúng tôi là chiến sĩ.[3]
- Trong chương trình Chào buổi sáng ngày 2 tháng 5 năm 2015, khi đưa tin về về vụ Freddie Gray, VTV đã đưa cả đoạn clip có cảnh blogger Điếu Cày – Nguyễn Văn Hải ngồi chung bàn với tổng thống Obama nhân ngày Tự do Báo chí Quốc tế.[3]
- Tập 1 chương trình Điệp vụ tuyệt mật (phát sóng ngày 2 tháng 5 năm 2015 trên VTV3) hiển thị sai bản đồ Việt Nam: thủ đô Hà Nội bị đánh dấu đến khu vực Quảng Tây, Trung Quốc và cũng không có hai quần đảo Hoàng Sa và Trường Sa (Việt Nam đang tranh chấp chủ quyền), nên Ban sản xuất các chương trình giải trí (VTV3) đã bị phạt 15 triệu đồng.[47]
- Tối 27 tháng 7 năm 2015, trong chương trình Khát vọng đoàn tụ được truyền hình trực tiếp trên VTV1, ê-kíp chương trình của Ban Thời sự – Đài Truyền hình Việt Nam phối hợp với Trung tâm Phát thanh – Truyền hình Quân đội đã sử dụng một đoạn nhạc được cho là có giai điệu giống với giai điệu bài "Ca xướng tổ quốc" (Ca ngợi tổ quốc) của Trung Quốc làm nhạc nền khi Chủ tịch nước đi từ hàng ghế khán giả lên bục phát biểu. Ê-kíp của chương trình sau đó đã bị kỷ luật khiển trách. Chương trình đã được chỉnh sửa trong các lần phát lại sau đó.[48]
- Đêm 11 tháng 6 năm 2016, trong chương trình truyền hình trực tiếp trao giải Tấm gương bình dị mà cao quý – lần thứ 7 trên VTV2, VTV đã lấy tranh cổ động học tập theo trước tác của Mao Trạch Đông để làm hình nền cho suốt chương trình.[49]
- Chương trình Cuộc sống thường ngày hôm 13 tháng 9 năm 2017 trên VTV1 đã để hình ảnh bản đồ với đường lưỡi bò trên Biển Đông (Việt Nam đang tranh chấp chủ quyền với Trung Quốc) trong thông tin cơn bão Talim đổ bộ vào Trung Quốc.[50]
- Trong tập 2 chương trình Việt Nam – đất nước – con người với chủ đề Nàng đẹp nhất khi mặc áo dài (phát sóng trên VTV2 vào dịp Tết Nguyên Đán 2019), VTV đã sử dụng hình ảnh của những người đàn bà trong đội "Thanh nữ cộng hòa", một tổ chức của Đảng Cần lao Nhân vị thuộc chế độ Việt Nam Cộng hòa. Trước đó, trong chương trình Vẻ đẹp Việt phát sóng trên VTV1 ngày 5 tháng 2 năm 2019 (mùng 1 Tết Kỷ Hợi), VTV đã sử dụng hình ảnh bà Trần Lệ Xuân, Cựu Đệ nhất Phu nhân Việt Nam Cộng hòa.[51]
- Chương trình 12 con giáp tối ngày 7 tháng 2 năm 2019 (mùng 3 Tết Kỷ Hợi 2019), trong phần biểu diễn của nhóm nhạc P336 đã có thành viên mặc chiếc áo in hình ba sọc đỏ trên nền vàng rất giống với quốc kỳ của Việt Nam Cộng hòa (đây là vấn đề chính trị nhạy cảm của Việt Nam). Các bản phát lại sau đó đã cắt bỏ phân đoạn này.[52][cần nguồn tốt hơn]
- Trong trận đấu thuộc khuôn khổ lượt trận cuối cùng của vòng loại thứ ba World Cup 2022 khu vực châu Á giữa Nhật Bản và Việt Nam trên sân vận động Saitama 2002 chiều tối ngày 29 tháng 3 năm 2022 (được phát trực tiếp trên các kênh VTV5, VTV6 của đài), ở phút thứ 20 của hiệp 1, khi trung vệ Nguyễn Thanh Bình ghi bàn mở tỉ số, hai lá cờ vàng ba sọc đỏ rất giống với quốc kỳ của Việt Nam Cộng hòa xuất hiện ở phía sau hai cổ động viên Việt Nam đang ăn mừng với lá cờ đỏ sao vàng. Không những thế, đến phút thứ 35 của hiệp đấu này, hai lá cờ ba sọc đỏ trên nền vàng này một lần nữa xuất hiện nằm lọt giữa các cổ động viên chủ nhà đang theo dõi trận đấu. VTV sau đó đã buộc phải phát sóng hiệp 2 chậm hơn 10 phút nhằm "đảm bảo an ninh quốc gia".[53][54] Trước đó, một trận đấu khác thuộc vòng loại này giữa Úc và Việt Nam tại thành phố Melbourne (Úc) cũng được VTV phát sóng chậm hơn 10 phút với lý do tương tự.[55]
- Vào ngày 7/6/2025, VTV1 đã phát chương trình "Nguyễn Văn Tố - Người mở đường". Trong đó có một đoạn VTV đăng tải câu nói "Chính lòng yêu nước, chứ không phải lý tưởng cộng sản, là nguồn cảm hứng cho tôi" là câu nói mà VTV đã trích dẫn, để tên tác giả là Chủ tịch Hồ Chí Minh. Tuy nhiên, VTV đã xuyên tạc, bôi nhọ tư tưởng Hồ Chí Minh. Sau đó, VTV thông báo đã rà soát nội dung chương trình sau phản hồi của khán giả, và cho biết đây là sai sót trong khâu biên tập nội dung dẫn đến khán giả có thể hiểu không chính xác, cũng như cách thể hiện nội dung này tạo ra sự nhầm lẫn và truyền tải không đầy đủ thông điệp của chương trình.[56]
- Vào ngày 4/7/2025, VTV1 đã phát chương trình "Khát vọng phát triển" với chủ đề "Việt Nam hành trình đổi mới - Tập 3", trong đó chương trình đã ghi sai họ của Thủ tướng Chính phủ Phạm Minh Chính thành Nguyễn Minh Chính. Sau đó, VTV đã thực hiện quy trình tháo gỡ chương trình trên các nền tảng để chỉnh sửa. Cùng với đó sẽ xem xét trách nhiệm và xử lý nghiêm những cá nhân, đơn vị để xảy ra sai sót này.[57]

## Nội dung xúc phạm
- Chương trình Bố ơi mình đi đâu thế (phiên bản Việt Nam) tập 18 (phát sóng ngày 10 tháng 10 năm 2015) đã xúc phạm đến những đối tượng trẻ em đang có chứng tự kỷ.[58]
- Chương trình Quà tặng cuộc sống phát sóng ngày 19 tháng 11 năm 2014 phát phim "Nhặt xương cho thầy" có nội dung phản cảm. VTV bị phạt 30 triệu đồng vì gây xúc phạm nghề giáo nhân ngày Nhà giáo Việt Nam 20 tháng 11.[59] Cũng trong một số phát sóng khác vào ngày 10 tháng 4 năm 2022, chương trình đã bị chỉ trích khi được cho là có những nội dung và thông điệp mang tính khinh thường các nhà thiên văn học.[60] Phía VTV sau đó đã gỡ toàn bộ các video phát lại chương trình trên nền tảng và gửi lời xin lỗi đến người xem.[61]
- Chương trình Gặp nhau cuối năm – Táo quân 2018 bị chỉ trích vì miệt thị cộng đồng LGBT. Ngày 22 tháng 2 năm 2018, Viện Nghiên cứu Xã hội, Kinh tế và Môi trường (iSEE) cùng Trung tâm Tổ chức bảo vệ và thúc đẩy quyền của người LGBT (ICS) vừa có thư ngỏ gửi đến ban biên tập chương trình Gặp nhau cuối năm để phản đối chương trình này, với lý do chương trình đã xúc phạm đến cộng đồng LGBT, mà cụ thể trong chương trình, nhân vật Bắc Đẩu (Công Lý) thậm chí còn bị nói là "con chi sống trên trời không phải nữ cũng chẳng phải nam" và "bọn phụ nữ một nửa".[62]
- Quảng cáo nước tăng lực Hổ Vằn thuộc Masan phát sóng đầu năm 2020 cũng bị chỉ trích vì những hành động nhảm nhí, phản cảm như việc lặp lại câu từ không hay cũng như xúc phạm dân tộc ít người về trang phục, lời nói,...[63] Chẳng hạn như: "Mình uống đi cho khỏe!" .Sau khi quảng cáo được phát sóng, dư luận đã có những phản ứng trái chiều. Một số khán giả cho rằng quảng cáo không dung tục, nhưng cũng có khán giả yêu cầu quảng cáo này không được phát sóng trên truyền hình nữa. Theo phó giáo sư, tiến sĩ Nguyễn Quang Minh – cán bộ giảng dạy tại khoa Kiến trúc và quy hoạch, Đại học Xây dựng Hà Nội, việc quảng cáo này là sự "không tôn trọng khán giả". Trước nước tăng lực Hổ Vằn, một đoạn quảng cáo nước tăng lực hiệu Compact vị Cherry (cũng thuộc Masan) vào tháng 7 năm 2019  sử dụng câu nói “ngon vãi là có thật” để minh họa cho sản phẩm khiến không ít người xem bức xúc.[64][65] Trước đây, VTV từng gây tranh cãi khi phát các quảng cáo truyền hình mang tính phản cảm, gây khó chịu, điển hình như quảng cáo máy lọc nước Kangaroo phát lặp lại liên tục, [29] sữa chua Ba Vì dạy trẻ tính sai, Maggi 3 ngọt khuyến khích các đấng mày râu có "bồ", Mandarin Garden có hồ rộng 13ha, sữa TH sạch hay chỉ là slogan, con dâu vô lễ với mẹ chồng trong quảng cáo Rejoice, Comfort cổ vũ sinh con thứ 3...[66][67]

## Nội dung nhạy cảm, không thích hợp
- Chương trình Nhân tố bí ẩn phát sóng ngày 12 tháng 10 năm 2014 có tiết mục mashup các ca khúc Tây Nguyên của nhóm F-Band sử dụng chiếc khăn Piêu (biểu tượng văn hóa của đồng bào dân tộc Thái) để đóng khố, biểu diễn trên sân khấu, không đúng và không thích hợp, gây ảnh hưởng xấu trong dư luận xã hội nên VTV bị phạt 15 triệu đồng.[68]
- VTV cũng gây tranh cãi về phim người lớn Chuyện ấy là chuyện nhỏ phát sóng tháng 11 năm 2014 trên VTV2. Sau khi phim lên sóng đã dấy lên nhiều ý kiến phản đối của dư luận về những hình ảnh nhạy cảm cũng như lời thoại về các vấn đề tế nhị trên phim. Sau 5 tập, VTV đã ngừng phát sóng phim này.[69][70]
- Tập 5 chương trình Điệp vụ tuyệt mật (phát sóng ngày 13 tháng 6 năm 2015) đề cập quá nhiều đến nội dung nhạy cảm vào khung giờ vàng của truyền hình, với đối tượng khán giả đa dạng ở mọi lứa tuổi trong bối cảnh luật định về vấn đề chuyển giới tại Việt Nam chưa rõ ràng, cũng như việc một số quốc gia đã có luật cấm truyền thông về vấn đề người đồng giới, chuyển giới với đối tượng thanh niên là chưa phù hợp, thiếu suy xét. Không chỉ vậy, cách làm này còn khiến khán giả liên tưởng đến các pede show, sex show rất phổ biến ở Pattaya, Thái Lan, tạo cảm giác về nội dung thiếu lành mạnh, không phù hợp với văn hoá Việt Nam trên làn sóng của Đài truyền hình quốc gia.[3]
- Tập 7 chương trình Kèo này ai thắng phát sóng ngày 12 tháng 3 năm 2020 bị chỉ trích vì hình ảnh phản cảm. Cụ thể, trong phần thử thách vừa bịt mắt, vừa ném dao lên củ cải trắng của tài năng Hoàng Khang, chương trình đã sắp xếp một người mẫu nữ dùng miệng và tay giữ củ cải trắng để Hoàng Khang ném dao. Tuy nhiên, hành động của người mẫu nữ cùng với các góc quay khi lên sóng đã tạo ra nhiều hình ảnh bị cho là phản cảm, dung tục. Sau khi chương trình lên sóng, đoạn video cũng như hình ảnh chụp lại màn thực hiện thử thách ném dao vào củ cải trắng nhận nhiều phản ứng trái chiều từ dư luận. Trên mạng xã hội, nhiều khán giả lên tiếng chỉ trích chương trình vì cho rằng nhà sản xuất cố tình tạo tình huống nhạy cảm để thu hút người xem. Hiện nhà sản xuất đã gỡ bỏ tập phát sóng này trên YouTube và các ứng dụng video khác.[71][72]
- Trong chương trình The Heroes – Thần tượng đổi thần tượng phát sóng ngày 6 tháng 11 năm 2021, ca sĩ Han Sara đã trình diễn bản remake ca khúc nổi tiếng Cô gái mở đường (nhạc sĩ Xuân Giao sáng tác trong thời kỳ kháng chiến chống Mỹ). Ca khúc được phối lại trên nền nhạc điện tử hiện đại, thay đổi phần lời, nhắc tới nhiều nhân vật lịch sử như Âu Cơ, Hai Bà Trưng, Hồ Xuân Hương... với nội dung đề cao nữ quyền. Tuy nhiên, phần trình diễn của nữ ca sĩ lại nhận phải rất nhiều ý kiến chỉ trích, cho rằng đây là một màn remake "thảm họa, phản cảm, không phù hợp với thuần phong mỹ tục và đáng lên án". Đáng nói hơn, trang phục biểu diễn của Han Sara lẫn dàn vũ công lại hở hang quá đà, không hề phù hợp, gây phản cảm.[73]
- Trong trận đấu thuộc vòng loại thứ 2 World Cup 2026 khu vực châu Á giữa Indonesia và Việt Nam vào tối ngày 21 tháng 3 năm 2024 (được phát trực tiếp trên kênh VTV5), hình ảnh quảng cáo các trang cá độ bóng đá đã xuất hiện liên tục và lặp lại bằng tiếng Việt trong phần lớn thời gian diễn ra trận đấu, trong bối cảnh đây được coi là một hình thức đánh bạc trực tuyến trái phép tại Việt Nam. Tất cả các bản ghi trực tiếp trận đấu sau đó đã bị gỡ bỏ khỏi các nền tảng của VTV và không được phát  lại trên truyền hình, cũng như được xử lý che mờ các nội dung quảng cáo cá độ.[74] Vào ngày 27 tháng 3, phía VTV đã ra thông cáo chính thức về sự việc. Theo đó, họ lên tiếng khẳng định không tham gia cũng như không hưởng bất kỳ lợi ích nào từ các quảng cáo sẵn có trong tín hiệu trận đấu, và cho hay do không nhận được thông tin từ trước về sự xuất hiện quảng cáo nhà cái trong trận đấu nên đài này bị động trong quá trình truyền hình trực tiếp.[75]  VTV sau đó đã bị Bộ Thông tin – Truyền thông xử phạt 50 triệu đồng vì hành vi  "Giới thiệu, quảng bá các website có nội dung vi phạm quy định pháp luật".[76]
- Bộ phim "Trạm cứu hộ trái tim" có nhiều chi tiết thể hiện sự tiêu cực đến phi lý trong lĩnh vực y học khiến khán giả bức xúc. Cụ thể, trong tập 33 có tình tiết An Nhiên (Lương Thu Trang) nhờ người làm giả hồ sơ mang thai, giả bệnh án sảy thai khiến khán giả không khỏi bức xúc. Sự việc khiến đông đảo khán giả tức giận vì cho rằng bộ phim đang đưa ra những thông tin cực kỳ sai lệch về ngành Y. Cụ thể, việc bác sĩ làm giả hồ sơ bệnh án, thay đổi thông tin của người bệnh để lừa dối người khác không chỉ là đánh mất y đức mà còn vi phạm pháp luật một cách nghiêm trọng. Thế nhưng trong phim, chỉ cần một cuộc điện thoại, bác sĩ sẵn sàng "diễn trò", dàn cảnh cùng cô chỉ để lừa gạt Nghĩa. Tình tiết phim bị nhiều giả đánh giá là không chỉ vô lý mà còn bị cho là bôi nhọ ngành Y, coi thường pháp luật. Chẳng hạn, trước đó, Nghĩa cũng "nhờ" bác sĩ sản khoa làm giả hồ sơ bệnh án của Ngân Hà (Hồng Diễm) để lừa gạt rằng cô bị hiếm muộn, thậm chí khi làm IVF (thụ tinh ống nghiệm) cũng "phù phép" để ngăn cản không cho nữ chính mang thai.  Tuy nhiên, cũng có một số khán giả lại cho rằng, những tình tiết đó có thể chấp nhận được để khắc họa rõ nét hơn tính cách của các nhân vật trong phim và mọi người nên kiên nhẫn để xem những người làm làm điều ác sẽ phải trả giả ở các tập sau.[77] Tương tự trong tập 46 có tình tiết bác sĩ Hoài Vũ (Trương Thanh Long) đang chuẩn bị tiến hành phẫu thuật cho bệnh nhân thì nhận được tin Kitty – con gái của tình cũ Ngân Hà đang cấp cứu. Ngay lập tức, Vũ bỏ mặc bệnh nhân của mình để chạy sang khoa nhi thăm Kitty, bất chấp hậu quả ra sao. Tình tiết vô lý này làm dấy lên tranh luận trên mạng xã hội và nhiều diễn đàn phim. Hành động bỏ mặc bệnh nhân vì việc riêng bị chỉ trích là vô nhân đạo.

## Lỗi sai về hình ảnh minh họa
- Chương trình Học lịch sử phát sóng trên kênh VTV7 ngày 1 tháng 1 năm 2016 đã đưa hình ảnh quả cà chua thay cho cà pháo để minh họa cho cây trồng thời kỳ Văn Lang[78]. VTV đã thừa nhận về sự cố này[79] và sửa lại chính xác ở các bản phát sau đó.
- Trong phần dự báo thời tiết sau chương trình Thời sự 12h ngày 5 tháng 7 năm 2018, VTV đã sử dụng video vụ cháy cột điện tại đường Bến Nghé, Huế chiều 3 tháng 7 năm 2018 để minh họa cho vụ cháy xảy ra ở phố Kim Ngưu, quận Hai Bà Trưng, Hà Nội ngày 4 tháng 7 năm 2018.[80]
- VTV đưa nhầm logo của IMF (Quỹ Tiền tệ Quốc tế) thành tên một từ chứa ý nghĩa tục tĩu (bằng tiếng Anh) trong chương trình Toàn cảnh thế giới phát sóng sáng 14 tháng 10 năm 2018 trên sóng VTV1.[81]
- Bản tin 22:30 trên VTV1 ngày 15 tháng 8 năm 2016 đã sử dụng hình ảnh của NSƯT Tố Uyên khi minh họa cho nhà thơ Xuân Quỳnh. Sau khi phát hiện sai sót, VTV đã gửi thư xin lỗi đến gia đình cố nhà thơ Xuân Quỳnh và gia đình NSƯT Tố Uyên.[82][83]
- Bản tin Dự báo thời tiết buổi sáng phát sóng hàng ngày lúc 8h trên VTV3 từ năm 2008 đến 2014 đã sử dụng bản đồ Hà Nội giai đoạn 1978 – 1991 thay vì bản đồ Hà Nội hiện nay trong phần dự báo thời tiết khu vực Hà Nội. Kể từ năm 2015, với đồ hoạ dự báo thời tiết mới, VTV đã khắc phục và sử dụng bản đồ Hà Nội hiện nay.[84]
- Chương trình Thời sự 19:00 trên VTV1 ngày 14 tháng 10 năm 2021 trong chuyên mục "Chương trình chống Tham nhũng" đã sử dụng ảnh Đại tá Phạm Trịnh Cán, nguyên Cục trưởng Cục Quân pháp của Bộ Quốc phòng để gán cho Đại tá Trần Dụ Châu, nhân vật bị toà án binh xử tử hình vì tham nhũng trong thời kỳ kháng chiến chống Pháp.[85]

## Lỗi sai về kiến thức
- Chương trình Ai là triệu phú (năm 2005) có câu hỏi về chữ số Ả Rập do nước nào phát minh ra, đáp án của chương trình là "Ả Rập" trong khi thực tế, Ấn Độ là nước phát minh ra hệ chữ số này. Ban tổ chức sau đó đã xin lỗi khán giả và mời người chơi quay trở lại ở cuộc thi kế tiếp.[cần dẫn nguồn]
- Chương trình Hành trình văn hóa phát sóng trên VTV3 ngày 3 tháng 8 năm 2006 đã đưa thông tin "trụ sở của Liên Hợp Quốc nằm tại Washington, D.C. – Mỹ" trong khi thực tế nó nằm ở thành phố New York. Trưa hôm sau, VTV đã cáo lỗi với khán giả.[86]
- Trong chương trình Câu chuyện văn hóa trên sóng VTV1 ngày 16 tháng 5 năm 2015, trong đoạn thông tin về điện Long An (Huế), kèm theo lời: "Điện Long An, thuộc quần thể Kiến trúc cung Bảo Định. Được Thuận Trị – một trong những hoàng đế nổi tiếng về thơ văn cho xây dựng vào năm 1845...", biên tập viên thuyết minh chương trình đọc nhầm tên vua Thiệu Trị của nhà Nguyễn (Việt Nam) thành vua Thuận Trị của nhà Thanh (Trung Quốc).[87]
- Chương trình S-Vietnam phát sóng trên VTV1 ngày 19 tháng 2 năm 2016 đã đưa thông tin Ngô Quyền 3 lần đánh thắng quân Nguyên Mông, trong khi chiến tích này trên thực tế là của vua nhà Trần. Trước phản ứng của dư luận, tối 20 tháng 2 năm 2016, đơn vị liên kết sản xuất chương trình với VTV đã có văn bản nhận lỗi và xin lỗi khán giả trước sự nhầm lẫn kiến thức lịch sử của nhóm biên tập, thực hiện chương trình.[88]
- Tập 36, 37 của bộ phim Lửa ấm phát trên VTV1 năm 2020 đã có những sai sót nghiêm trọng về kiến thức đối với phơi nhiễm và xử lý phơi nhiễm HIV/AIDS.[89]
- Trong chuyên mục Trò chuyện cuối tuần của Chuyển động 24h ngày 30 tháng 8 năm 2021 trên VTV1, khi nói về thành tích của vận động viên Lê Văn Công trong bộ môn cử tạ tại Paralympic 2020, phóng viên Mạnh Cường đã có lời dẫn dắt bằng câu hỏi: "Theo quý vị, 1 gram, hay các bà các mẹ đi chợ thường gọi là 1 lạng thì sẽ tương ứng với những gì?". Trên thực tế, hiện nay 1 lạng được quy ước bằng 100 gram.[90]
- Tập 28 chương trình Vua tiếng Việt phát sóng ngày 14 tháng 4 năm 2023 trên VTV3, trong phần thi của thí sinh Đỗ Văn Tăng. Ban tổ chức đặt câu hỏi cho người chơi chọn phương án đúng giữa hai phương án "trậm trễ" hay "chậm chễ". Người chơi đã chọn "chậm chễ" và người dẫn chương trình là nghệ sĩ Xuân Bắc khẳng định đáp án của người chơi là đúng. Tuy nhiên, từ chính xác đều không phải cả 2 từ mà chương trình đã đưa mà phải là từ "chậm trễ". Trong tập phát sóng tiếp theo, chương trình đã chạy dòng chữ đính chính phía dưới màn mình về lỗi sai chính tả ở tập trước.[91]
- Phim Đi giữa trời rực rỡ phát sóng trên VTV3 đang có những tranh cãi khi bị cho "có những chi tiết làm sai lệch, thậm chí xúc phạm văn hóa và tôn giáo người Dao". Cụ thể, người Dao chỉ mặc lễ phục trong những dịp đặc biệt như ma chay, cưới hỏi hoặc các nghi lễ đời người, không ai mặc khi đi chăn trâu như nhân vật Pu trong phim cả. Ngoài ra, chi tiết người phụ nữ ngồi quay mông với phía bàn thờ được xem là tối kị, và chi tiết nhân vật nam tên Chải mặc yếm của nữ là "xúc phạm không chỉ văn hóa mà còn xúc phạm cả tôn giáo của người Dao".[92][93]

## Các vụ việc, tranh cãi khác

### Liên quan đến các chương trình
- Những năm 1990, chương trình VKT gặp phải bê bối về việc một nông dân chứng minh định luật của Newton là sai, sau khi chương trình đang phát sóng đã tạo nên làn sóng phẫn nộ của dư luận, đặc biệt là hội Vật lý Việt Nam.[cần dẫn nguồn] Tuần tiếp theo lên sóng, nhà báo Trần Bình Minh đã phải cáo lỗi với khán giả.
- Năm 2007, sau sự cố của Hoàng Thùy Linh khiến chương trình Nhật ký Vàng Anh phải dừng phát sóng, VTV bị Thủ tướng Nguyễn Tấn Dũng phê bình vì phát sóng chương trình không có tác dụng giáo dục, gây phản ứng trong xã hội, làm ảnh hưởng không tốt đến uy tín của đài truyền hình quốc gia.[94]
- Năm 2009, VTV bị chỉ trích vì vụ Giam tiền thưởng 2 Huy chương vàng Olympic Vật lý Quốc tế.[95][96][97]
- Chương trình Con yêu của mẹ phát sóng trên VTV3 tối ngày 17 tháng 4 năm 2011 đã khiến khán giả phẫn nộ vì có nội dung "phản giáo dục", khi để xuất hiện hình ảnh con mèo bị buộc vào 3 chai nước rồi thả xuống hồ bơi để "xem mèo có bơi được không".[29]
- Trong chương trình Nhân tố bí ẩn phát sóng ngày 30 tháng 3 năm 2014, thí sinh Huyền Minh lừa dối khán giả về thông tin cá nhân của mình, khi thực chất thí sinh này chính là ca sĩ Anh Thúy, cựu thành viên nhóm nhạc Mây Trắng.[98]
- Trong chương trình Vua đầu bếp phát sóng ngày 20 tháng 9 năm 2014, nhiều khán giả đã phản cảm trước cảnh một thí sinh chặt đầu con baba mà không có thông báo kiểm duyệt. Lại Văn Sâm, trưởng ban Thể thao, Giải trí và Thông tin Kinh tế VTV, thừa nhận "đây là một sơ sót trong kiểm duyệt hình ảnh" và cho biết đã loại bỏ phân cảnh này ở lần phát lại trên sóng truyền hình.[99]
- VTV bị chỉ trích về chất lượng chưa đạt yêu cầu của buổi tường thuật lễ diễu binh kỷ niệm 70 năm chiến thắng phát xít tại Quảng trường Đỏ (Moskva, Nga).[100]
- Chương trình Cuộc sống thường ngày ngày 4 tháng 7 năm 2015 gây tranh cãi vì có sự xuất hiện của Bùi Nhật Anh (Nhật Anh Trắng), người được biết đến vì những bài nhạc chế các ca khúc nổi tiếng. Hành động này từ nhà đài đã bị cho là sai trái, cổ xúy cho việc vi phạm bản quyền[101]. Nhân vật này sau đó cũng xuất hiện trên nhiều chương trình khác của VTV.
- Ký sự Syria: Góc nhìn từ phía trong cuộc chiến (Trung tâm Tin tức VTV24 sản xuất năm 2015) cũng gây ra nhiều tranh cãi từ phía khán giả, trong đó có ý kiến cho rằng bộ phim chưa thể hiện đúng và nêu bật được bản chất của cuộc chiến ở Syria.[102]
- Chương trình Tìm kiếm tài năng: Vietnam's Got Talent gây nhiều phản ứng trong dư luận xã hội và báo chí vì vụ Lê Nguyễn Quỳnh Anh (2012), sự cố thí sinh uống nhầm axit[103] (đêm bán kết trực tiếp ngày 11 tháng 1 năm 2015) và lộ tiếng chửi thề (11 tháng 3 năm 2016)[104].
- VTV bị cáo buộc dàn dựng phóng sự về nạn phá rừng tại Đắk Lắk[105][106]. Không chỉ có vậy, chương trình Nói không với thực phẩm bẩn của VTV cũng đã trở thành tâm điểm của dư luận quanh chuyện có hay không việc dàn dựng về pate, xúc xích bẩn.[107][108]
- VTV bị chỉ trích vì mời những người đẹp chỉ nổi bật về ngoại hình mà không có kiến thức chuyên môn về bóng đá trong các chương trình (điển hình là Nóng cùng World Cup) liên quan đến Giải vô địch bóng đá thế giới 2018[109][110]. Sau đó 4 năm, chương trình Nóng cùng World Cup 2022 tiếp tục nhận chỉ trích vì lý do tương tự[111][112][113], ông Trần Đăng Tuấn, cựu phó tổng giám đốc VTV, hiểu việc mời hot girl 'nóng cùng World Cup' là để thêm vui và sinh động nhưng việc này đã thành gánh nặng cho chương trình. Ông khuyên đài 'mạnh dạn thôi mảng đó đi'[114]. Đến ngày 24/11/2022, VTV quyết định cắt bỏ phần bình luận của dàn người đẹp, cụ thể ở chương trình Truyền hình trực tiếp 2 trận đấu diễn ra trong ngày 24/11 giữa tuyển Thụy Sĩ và Cameroon, Hàn Quốc và Uruguay, 2 cô gái đại diện cho 2 quốc gia đã không còn xuất hiện. Thay vào đó, chương trình mời nghệ sĩ Tự Long và hoa hậu Lương Thùy Linh[115].
- Trong chương trình Lựa chọn của trái tim phát sóng trên VTV3 vào ngày 26 tháng 6 năm 2019, VTV đã phát sóng nội dung cảnh hôn của một cô gái tự xưng tên là Mon 2k gây tranh cãi trong đó là khoảnh khắc trò chơi khi lộ diện khuôn mặt, cô hôn ngấu nghiến chàng trai được lựa chọn, tạo nên một cảnh tượng phản cảm trên sóng.[116]
- Sau hàng loạt bản tin, phóng sự liên tiếp về việc sao kê trong các hoạt động thiện nguyện của nghệ sĩ Việt Nam và nhiều vấn đề liên quan trong năm 2021, nhất là chuyên mục Câu chuyện văn hóa với chủ đề 'Nghệ sĩ và văn hóa ứng xử' phát sóng tối 16 tháng 9[117], VTV bị một bộ phận cư dân mạng (chủ yếu là người hâm mộ ca sĩ Thủy Tiên) tấn công vì đã "lấy những bình luận trên mạng xã hội làm dẫn chứng mà không tìm hiểu rõ thực hư", thậm chí còn tuyên bố sẽ không xem và không tin vào tin tức của nhà đài. Hàng loạt ứng dụng, các trang mạng xã hội của Đài bị đánh giá 1 sao cùng nhiều lời nhận xét quá khích. Đây không phải là lần đầu tiên VTV hứng chịu nhiều chỉ trích từ cộng đồng mạng như vậy. Trước đó vào năm 2020, VTV cũng bị người hâm mộ của Độ Mixi phản ứng vì đã đưa người này làm ví dụ cho việc các streamer văng tục, từ ngữ thiếu chuẩn mực.[118][119]
- Bộ phim Trung Quốc Thịnh Đường Huyễn Dạ được phát sóng trên VTV8 vào cuối tháng 4 năm 2020 có một số phân đoạn đã sử dụng Nhã nhạc cung đình Huế của Việt Nam để làm nhạc lễ trong phim. Một số khán giả đã lên tiếng phản đối kịch liệt khi một bộ phim của Trung Quốc lại có thể ngang nhiên sử dụng một bản nhạc truyền thống mang bản sắc văn hoá, gắn liền với lịch sử dân tộc của Việt Nam để đưa vào bộ phim. Sau khi phát sóng được một số tập đầu, VTV8 đã dừng phát sóng bộ phim này.[120]
- Chương trình tường thuật trực tiếp lễ diễu binh kỷ niệm 50 năm Ngày giải phóng miền Nam, thống nhất đất nước của VTV đã gây bức xúc cho khán giả truyền hình bởi hàng loạt vấn đề về chất lượng hinh ảnh và kỹ thuật quay phim, được cho là không chuyển tải được bầu không khí và mạch cảm xúc của sự kiện lớn này.[121][122]

### Không liên quan đến các chương trình
- VTV từng gây tranh cãi với Dự án Tháp truyền hình Việt Nam. Theo nhiều người, việc xây tháp truyền hình là không cần thiết, không phù hợp với một quốc gia vừa mới thoát nghèo, cần cải thiện cuộc sống của người dân như Việt Nam[123]. Tháng 7 năm 2017, VTV đã ngừng triển khai dự án này[124].
- VTV bị một công ty gọi là Newlife Group đưa tin giả là đài này bị kiện và phải bồi thường 600 triệu USD. Thông tin này được xác nhận là không chính xác.[125]